# Cámara de eventos

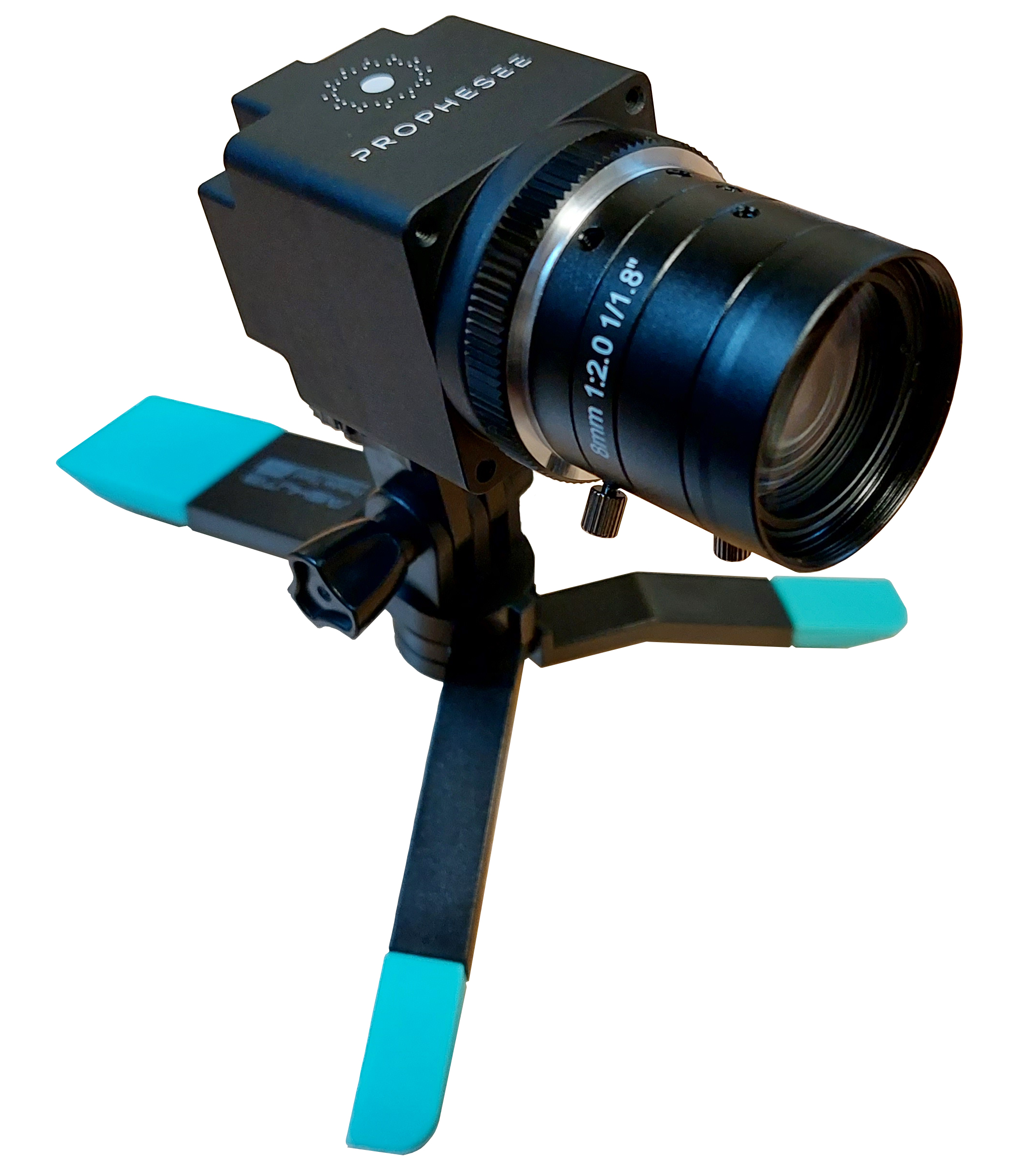
Una cámara de eventos Prophesee.

Una cámara de eventos (también llamada cámara neuromórfica, retina de silicio, o sensor de visión dinámico) es un sensor de visión que detecta cambios de brillo individuales. Las cámaras de eventos no capturan imágenes utilizando un obturador como lo hacen las cámaras convencionales (reportando imágenes a intervalos regulares). En una cámara de eventos cada pixel opera de manera independiente y asíncrona, reportando los cambios de brillo conforme ocurren en la escena, e interrumpiendo la salida si no hay movimiento.

## Funcionamiento
Los píxeles en una cámara de eventos registran de manera independiente los cambios de brillo en la escena a medida que ocurren.  Cada píxel guarda un nivel de brillo de referencia y lo compara continuamente con el nivel de brillo actual. Cuando la diferencia de brillo excede determinado umbral, ese píxel restablece su nivel de referencia y genera un evento. 
Cada evento contiene la posición del píxel (x,y) y una marca de tiempo con resolución de microsegundos y puede incluir la polaridad del cambio (aumento o disminución de brillo). En algunos modelos, también se incluye medidas de la intensidad de iluminación.
Este funcionamiento asíncrono permite una detección extremadamente rápida de cambios en la escena, lo que resulta en muy baja latencia y bajo consumo de energía. La cantidad de eventos generados depende de la dinámica de la escena: en entornos estáticos puede ser una deteccion nula, mientras que en escenas rápidas o con mucha variación luminosa se produce una cantidad en torno a los millones de eventos en un segundo.

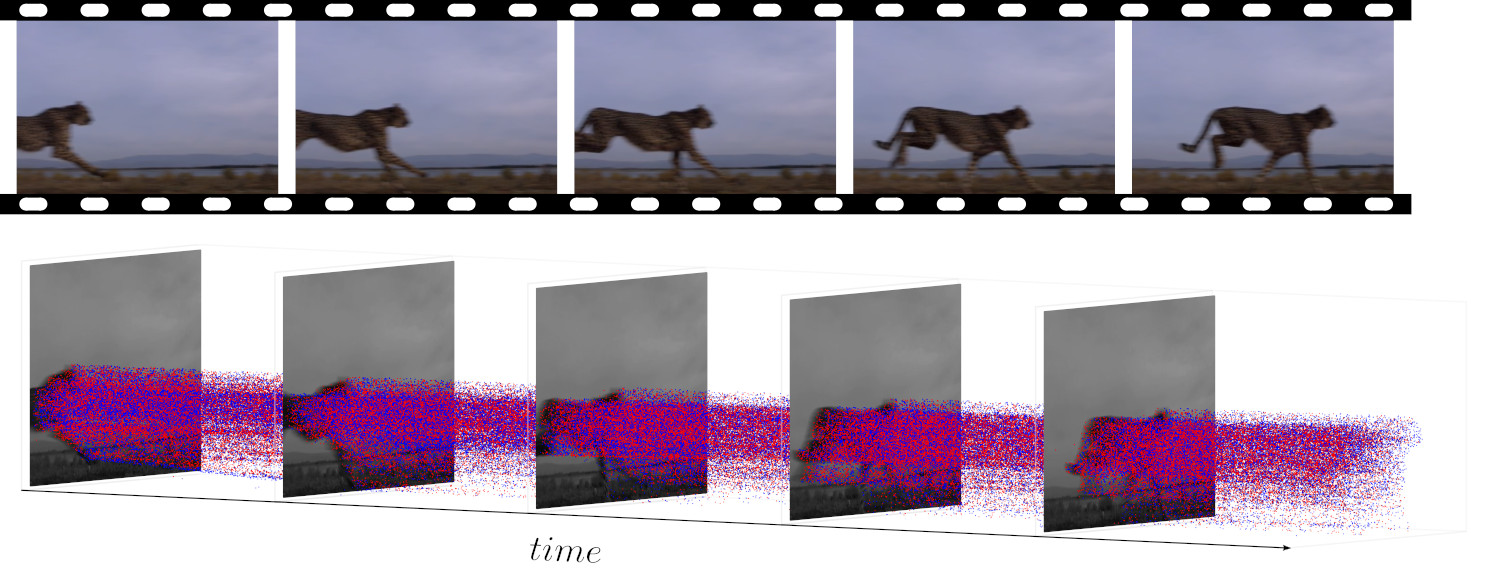
Comparación de la salida producida por una cámara de eventos y por una cámara convencional.

## Tipos
Existen dos tipos principales de sensores de cámaras de eventos: el DVS  (sensor de visión dinámica), que genera eventos asíncronos indicando cambios en el brillo (polaridad), y el DAVIS  (sensor de visión dinámico y de píxeles activos), que combina el DVS con un sensor de píxeles activos convencional (APS). Por lo tanto, tiene la capacidad de producir fotogramas de imágenes junto con eventos. Muchas cámaras de eventos también incorporan una unidad de medición inercial (IMU).

## Aplicaciones
Las cámaras de eventos han sido adoptadas en una variedad de campos debido a sus características ideales para entornos desafiantes. 

### Robótica y drones
Se han utilizado para estimación de orientación, odometría visual y control de vuelo rápido en drones. Además, se emplean en algoritmos de SLAM y mapeo, especialmente en entornos donde las cámaras tradicionales fallan.

### Conducción autónoma
Se han integrado en sistemas de predicción de dirección usando aprendizaje profundo sobre eventos, para mejorar robustez frente a movimientos rápidos y cambios de iluminación.